# ウィリアム・プリムローズ
ウィリアム・プリムローズ（William Primrose, 1904年8月23日 スコットランド、グラスゴー - 1982年5月1日 アメリカ合衆国ユタ州プローヴォ）は、ヴィオラの独奏楽器としての地位を確立した演奏家である。力強いボウイングによって、ヴァイオリンとは明らかに違うヴィオラの魅力を示し、その後のヴィオラ独奏者のパイオニアとなった。また、ブリテンの『ラクリメ』や、バルトークの『ヴィオラ協奏曲』は、プリムローズのために書かれた曲であり、現代のヴィオラ独奏曲の誕生にも貢献している。

## 略歴
父ジョーン・プリムローズはオーケストラのヴァイオリン奏者ならびにヴィオラ奏者であり、弦楽器の鑑定家でもあった。プリムローズはもともとはヴァイオリニストとして活動を始めるが、ブリュッセルで師事したイザイのすすめでヴィオラに転向する。ロンドン弦楽四重奏団のヴィオラ奏者を担当したあと、1937年に、NBC交響楽団の結成にあたり、トスカニーニに招かれてアメリカに渡り、首席ヴィオラ奏者に就任する。その後、ソリストとして活動する一方、プリムローズ弦楽四重奏団（シェムスキー、ギンゴールド、シャピロ）を結成し演奏活動を行った。晩年は教育活動にも熱心で、インディアナ大学と南カリフォルニア大学にて教授職を務めるほか、来日した際には東京芸術大学や桐朋学園大学でも後進の指導にあたった。また、長野県の木曽音楽祭は、彼が当時の木曽福島町を訪問して公開レッスンと演奏会を開いたことを発祥とする。

## 著書
- 「ヴァイオリンを語る」ユーディ・メニューイン、ウィリアム・プリムローズ共著、シンフォニア社、ISBN 4-88395-201-0 （ヴィオラの章をプリムローズが担当））
- 「プリムローズの『ヴィオラ奏法』」デイビッド・ドールトン著、音楽之友社、ISBN 4-27614-060-9 （プリムローズとの対談形式で書かれている）